# Острота (ракета)
«Острота» — российская малогабаритная неядерная гиперзвуковая ракета, разрабатываемая для истребителя-бомбардировщика Су-34 и ракетоносца-бомбардировщика Ту-22М3. Испытания «Остроты» запланированы на 2022 год.
Для «Остроты» был разработан прямоточный воздушно-реактивный двигатель, известный под обозначением «изделие 71». Его создание поручено Тураевскому машиностроительному КБ «Союз». «Острота» будет иметь меньший радиус действия, чем другая компактная российская гиперзвуковая ракета «Гремлин».